# Kastratsångare

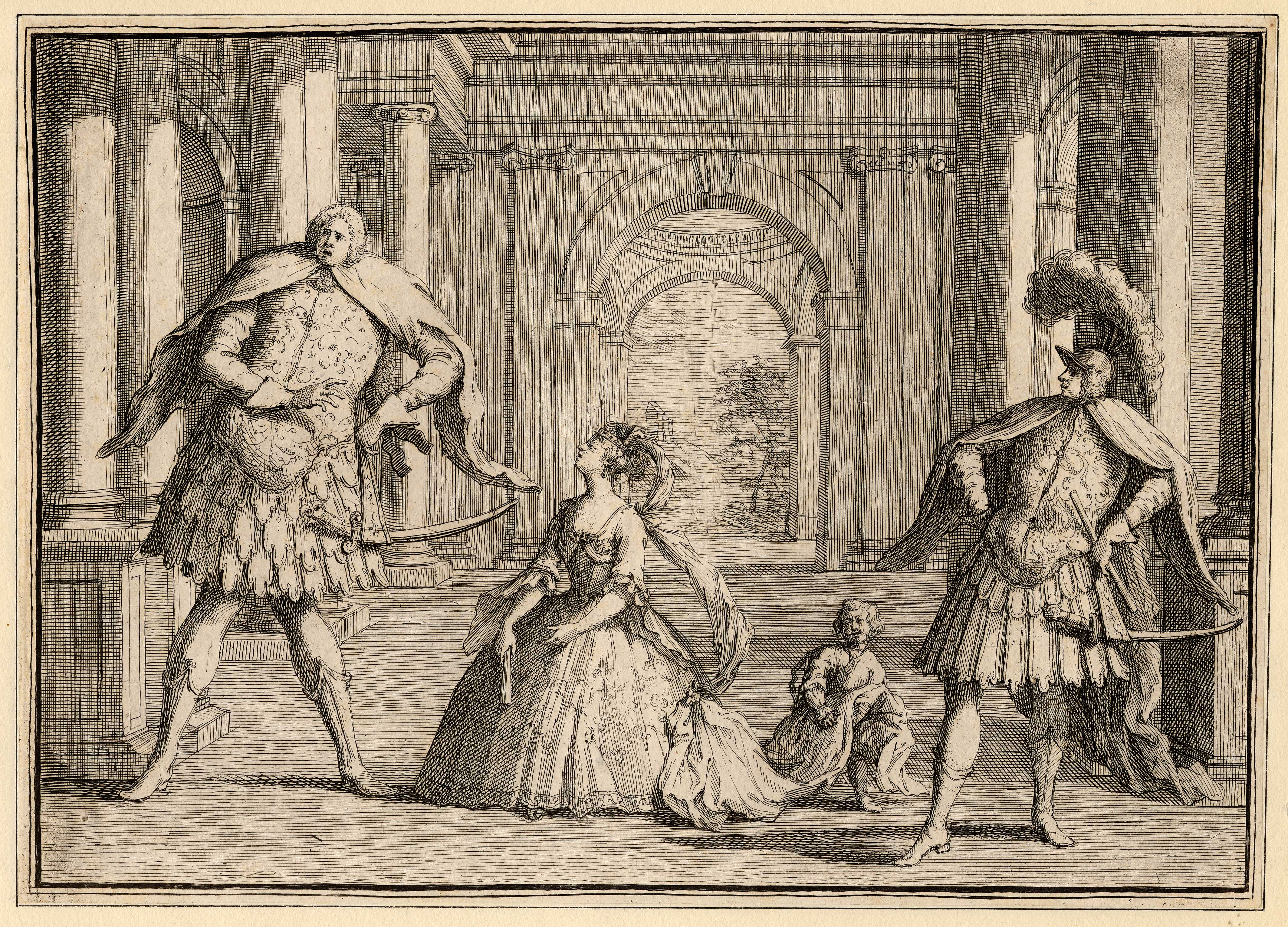
Denna karikatyr visar en av de största kastraterna i sin tid, Senesino (till vänster). Den visar också på den säregna kroppsform som kunde bli en bieffekt av kastreringen.

En kastratsångare är en manlig sångare, vilken som barn kastrerats för att förhindra målbrottets inträde.
Kastratsångaren hade en mans lungvolym och en gosses alt- eller sopranröst, vilket i kombination med den rigorösa sångträningen, som inleddes redan i barndomen, skapade en dittills oanad vokal virtuositet. Kastratsångarnas register och tessitura var oftast avsevärt större än icke-kastrerade sångares.
En sidoeffekt av kastreringen var att sångarna fick en säregen kroppsform: kroppslängd över medel, långa fingrar och tår, smala armar och överkropp samt att höfterna var något bredare än normalt. Hur framträdande detta var berodde på var i barnens utveckling själva kastreringen utfördes. 

## Historia

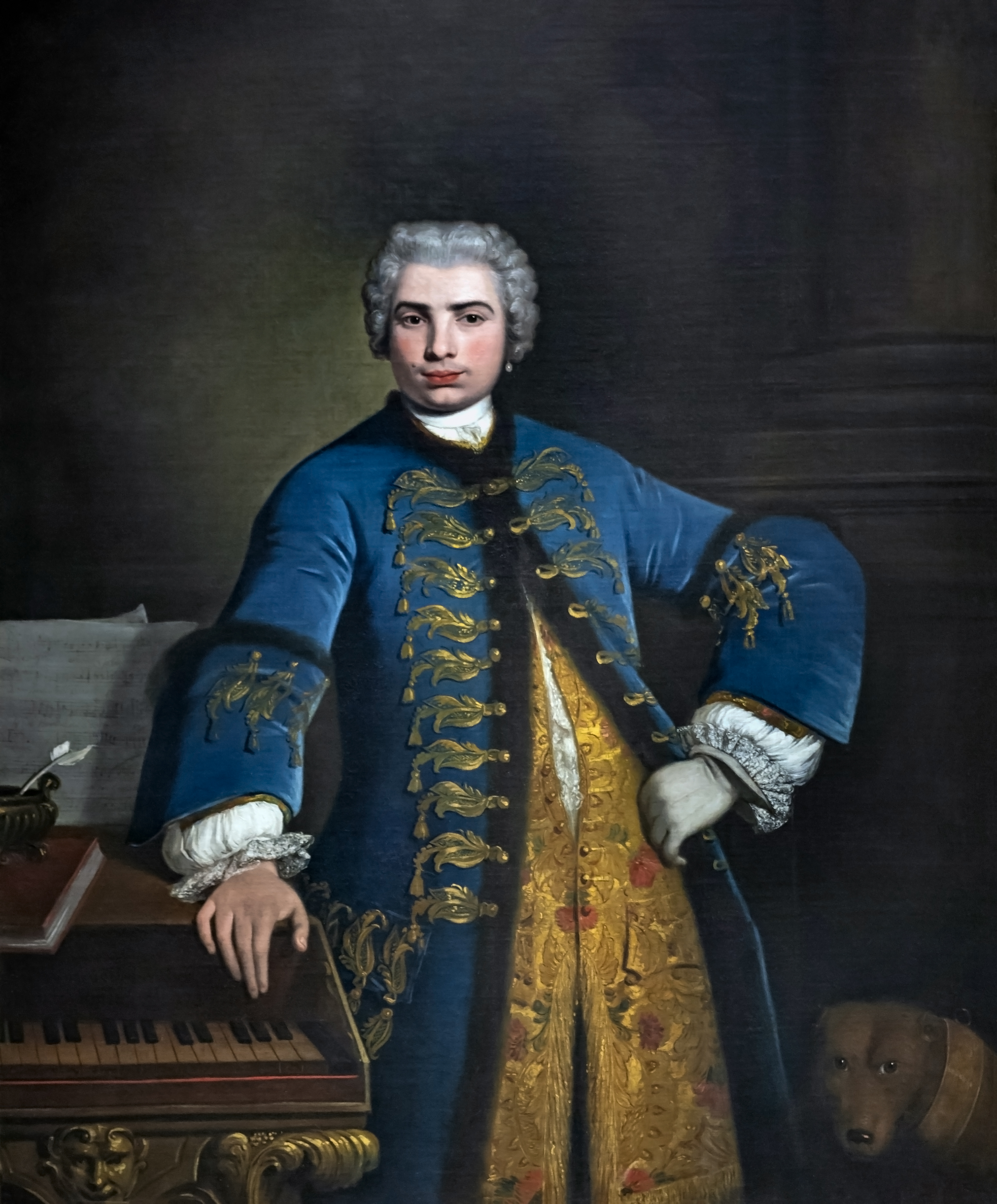
Farinelli (Carlo Broschi)

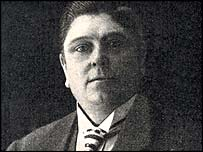
Alessandro Moreschi (c:a 1900).

Kastreringsbruket, som förekom främst från cirka 1400- till 1700-talet, uppstod i Spanien och i Italien eftersom man ville ha tillgång till höga röster även inom kyrkomusiken, där kvinnoröster inte var tillåtna. Kastratsångarnas egentliga glanstid började med operagenrens uppsving. Under barocktiden var de främsta sångarna kastrater, av vilka Farinelli (egentligen Carlo Broschi) blev den mest berömde. Endast i Frankrike ställde sig publiken avvisande till kastratrösterna. Kastratsångarnas guldålder upphörde mot slutet av 1700-talet, då ett nytt, enklare och naturligare musikideal uppstod. Kastratsångare fortsatte dock att förekomma under 1800-talet, till dess att operationen förbjöds 1870 i Italien, som var det sista landet där det tillämpades.

### Den siste kastraten
En av de sista kastraterna, Alessandro Moreschi (1858–1922), var solist i Sixtinska kapellets kör ända fram till 1913 och hans röst finns bevarad på ett flertal grammofoninspelningar från 1902 och 1904. Efter kastraternas tid sjöngs kastratpartierna i äldre operor oftast av kvinnor, men under senare tid har blivit allt vanligare att de framförs av manliga altar (kontratenorer).

### Webbkällor
- Kastratsångare i uppslagsverket MusikSök